# حواصیل اقیانوس آرام
حواصیل اقیانوس آرام (نام علمی: Egretta sacra) نام یک گونه از سرده قار است.